# ジェレミー・ブライヒ
ジェレミー・ブライヒ（Jeremy Bleich, 1987年6月18日 - ）は、アメリカ合衆国ルイジアナ州ジェファーソン郡メテリー出身の元プロ野球選手（投手）。左投左打。

## 経歴

### プロ入りとヤンキース傘下時代
2008年のMLBドラフト1巡目追補（全体44位）でニューヨーク・ヤンキースから指名され、プロ入り。契約後、傘下のA-級スタテンアイランド・ヤンキースでプロデビューし、1試合に登板。
2009年はまずA+級タンパ・ヤンキースでプレーし、14試合に先発登板して6勝4敗、防御率3.40、57奪三振を記録した。6月末にAA級トレントン・サンダーに昇格。13試合に先発登板して3勝6敗、防御率6.65、60奪三振を記録した。
2010年はAA級トレントンでプレー。8試合に先発登板して3勝2敗、防御率4.79、26奪三振を記録したが、シーズン中盤に左肩上唇の手術のため離脱した。
2011年はリハビリのためシーズンを棒に振った。
2012年はルーキー級ガルフ・コーストリーグ・ヤンキースで復帰。3試合（先発2試合）に登板した。7月からA-級スタテンアイランドに昇格し、5試合（先発4試合）に登板。7月下旬からA+級タンパで8試合（先発2試合）に登板した。
2013年はAA級トレントンでプレーし、27試合（先発4試合）に登板して2勝1敗2セーブ、防御率2.76、57奪三振を記録した。
2014年はAA級トレントンとAAA級スクラントン・ウィルクスバリ・レイルライダースでプレーし、2球団合計で26試合（先発20試合）に登板して5勝10敗、防御率4.31、92奪三振を記録した。オフの11月4日にFAとなった。

### パイレーツ傘下時代
2014年11月18日にピッツバーグ・パイレーツとマイナー契約を結び、2015年のスプリングトレーニングに招待選手として参加することになった。
2015年は傘下のA+級ブレイデントン・マローダーズ、AA級アルトゥーナ・カーブ、AAA級インディアナポリス・インディアンスでプレーし、3球団合計で39試合に登板して1勝2敗5セーブ、防御率2.88、42奪三振を記録した。オフの11月6日にFAとなった。

### フィリーズ傘下時代
2016年1月25日にフィラデルフィア・フィリーズとマイナー契約を結んだ。この年は傘下のAA級レディング・ファイティン・フィルズとAAA級リーハイバレー・アイアンピッグスでプレーし、2球団合計で30試合（先発1試合）に登板して4勝2敗1セーブ、防御率4.04、24奪三振を記録した。7月16日に自由契約となった。

### 独立リーグ時代
2016年7月28日に独立リーグ・アトランティックリーグのサマセット・ペイトリオッツと契約。17試合に登板して2勝2敗、防御率2.45、28奪三振を記録した。
また、8月26日に第4回ワールド・ベースボール・クラシック（WBC）予選のイスラエル代表に選出された。この予選4組において決勝戦でイギリスに勝利し、本大会初出場を決めた。
2017年1月18日に第4回WBC本戦のイスラエル代表に選出された。
2月11日にアリゾナ・ダイヤモンドバックスとマイナー契約を結んだが、3月29日に自由契約となった。その後、サマセットに復帰し、2試合に登板した。

### ドジャース傘下時代
2017年4月29日にロサンゼルス・ドジャースとマイナー契約を結んだ。この年は傘下のAA級タルサ・ドリラーズとAAA級オクラホマシティ・ドジャースでプレーし、2球団合計で38試合に登板して5勝4敗3セーブ、防御率3.77、52奪三振を記録した。オフの11月6日にFAとなった。

### アスレチックス時代
2018年1月9日にオークランド・アスレチックスとマイナー契約を結んだ。シーズンでは開幕を傘下のAAA級ナッシュビル・サウンズで迎え、7月13日にメジャー契約を結んでアクティブ・ロースター入りした。同日のサンフランシスコ・ジャイアンツ戦でメジャーデビューを果たした。AAA級ナッシュビル降格後の8月6日にマイク・ファイヤーズの加入に伴ってDFAとなり、10日にマイナー契約に変更された（そのままAAA級ナッシュビルに所属）。オフの11月2日にFAとなった。

### アスレチックス退団後
2018年12月21日にフィリーズとマイナー契約を結び、2019年のスプリングトレーニングに招待選手として参加することになったが、3月21日にリリースされた。
2019年4月17日にボストン・レッドソックスとマイナー契約を結んだ。7月25日にミネソタ・ツインズに金銭トレードで移籍し、11月4日にFAとなった。

### 現役引退後
2020年からはピッツバーグ・パイレーツの球団職員に転身した。
その一方、2021年に東京オリンピックの野球イスラエル代表に選出され、現役復帰して出場することになった。

## 詳細情報

### 年度別投手成績
| 年 度    | 球 団    | 登 板 | 先 発 | 完 投 | 完 封 | 無 四 球 | 勝 利 | 敗 戦 | セ 丨 ブ | ホ 丨 ル ド | 勝 率 | 打 者 | 投 球 回 | 被 安 打 | 被 本 塁 打 | 与 四 球 | 敬 遠 | 与 死 球 | 奪 三 振 | 暴 投 | ボ 丨 ク | 失 点 | 自 責 点 | 防 御 率 | W H I P |
| -------- | -------- | ----- | ----- | ----- | ----- | -------- | ----- | ----- | -------- | ----------- | ----- | ----- | -------- | -------- | ----------- | -------- | ----- | -------- | -------- | ----- | -------- | ----- | -------- | -------- | ------- |
| 2018     | OAK      | 2     | 0     | 0     | 0     | 0        | 0     | 0     | 0        | 0           | ----  | 4     | 0.1      | 2        | 0           | 0        | 0     | 1        | 1        | 0     | 0        | 2     | 2        | 54.00    | 6.00    |
| MLB：1年 | MLB：1年 | 2     | 0     | 0     | 0     | 0        | 0     | 0     | 0        | 0           | ----  | 4     | 0.1      | 2        | 0           | 0        | 0     | 1        | 1        | 0     | 0        | 2     | 2        | 54.00    | 6.00    |

### 背番号
- 56（2018年）

### 代表歴
- 2017 ワールド・ベースボール・クラシック予選 イスラエル代表
- 2017 ワールド・ベースボール・クラシック・イスラエル代表
- 2019年ヨーロッパ野球選手権大会 イスラエル代表
- 2020年東京オリンピックの野球競技・イスラエル代表